# Fairey Firefly
Fairey Firefly ("kresnica") je bil britanski palubni lovec iz obdobja 2. svetovne vojne. Imel je nizko nameščeno kantilever krilo in uvlačljivo pristajalno podvozje z repnim kolesom. Poganjal ga je 12-valjni Rolls-Royce Griffon V-motor. Firefly je bil bolj sposoben in močneje oborožen kot njegov predhodnik Fulmar, se je pa Firefly pojavil šele proti koncu vojne. 
Med 2. svetovno vojno je letalo uporabljala britanska Fleet Air Arm (Kraljeva mornarica). Po vojni so letalo izvozili v Avstralijo, Kanado, Dansko, Nizozemsko, Indijo, Švedsko in Tajsko.

## Specifikacije (Mk I)
Podatki iz British Naval Aircraft since 1912; Thetford 1978, p. 171
Splošne karakteristike
- Posadka: 2
- Dolžina: 37 ft 7¼ in (11,46 m)
- Razpon kril: 44 ft 6 in (13,57 m)
- Višina: 13 ft 7 in (4,14 m)
- Površina kril: 328 ft² (30,5 m²)
- Teža praznega letala: 9750 lb (4432 kg)
- Naložena teža: 14020 lb (6373 kg)
- Pogon letala: 1 ×  12-valjni V-motor Rolls-Royce Griffon IIB, 1730 KM (1290 kW)

 Zmogljivost 
- Maks. hitrost: 316 mph (275 vozlov, 509 km/h) na višini 14000 čevljev (4300 m)
- Doseg: 1300 milj (1130 nmi, 2090 km)
- Višina leta: 28000 ft (8530 m)
- Čas do višine 3050 m: 5 min 45 sek

Oborožitev

- Strelno orožje: 4 × 20 mm Hispano-Suiza HS.404 topoovi
- Rakete: 8 × RP-3 "60 lb" rakete
- Bombe: 2 × 1000 lb (454 kg) bombi (pod krili